# Захват Сокотры португальцами

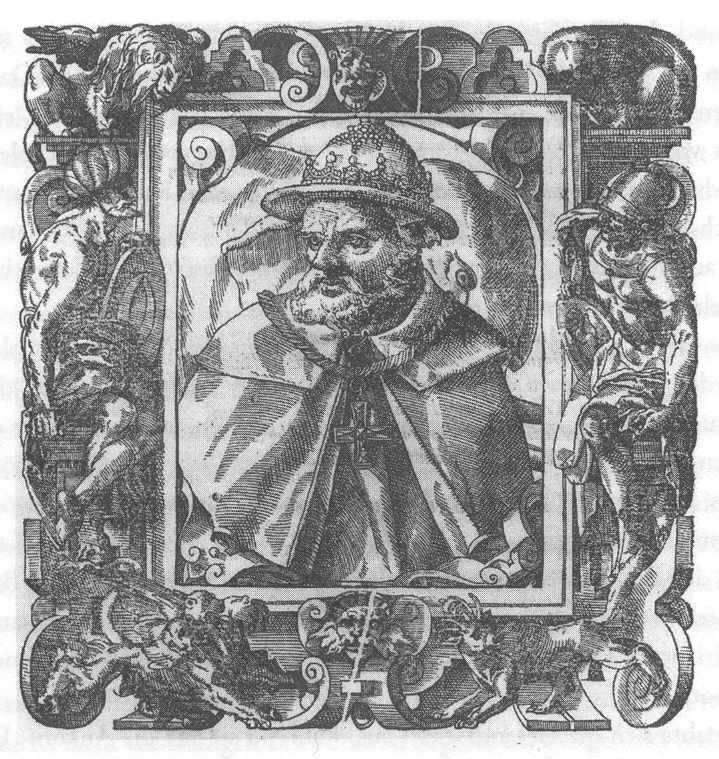
Триштан да Кунья

Захват Сокотры португальцами — оккупация острова Сокотра португальцами с января 1507 года до 1511 года с целью перехватить у арабских мореходов монополию на поставку в Европу драгоценных пряностей.

## Предыстория

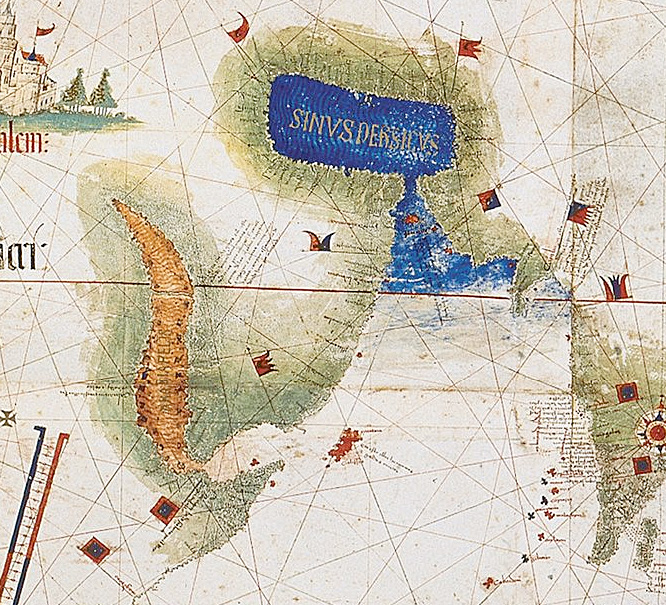
Карта 1502 года

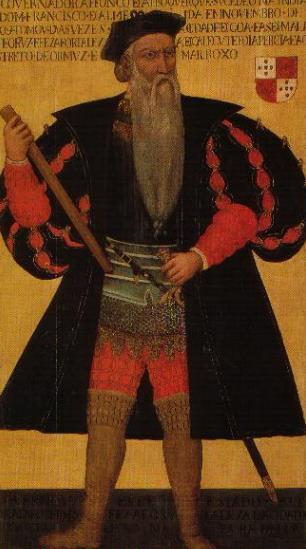
Албукерки на портрете XVI века

В 1502 году Васко да Гама во главе флотилии из 20 кораблей вновь направился в Индию. К этому моменту о Сокотре в Лиссабоне уже знали. По утверждению португальского историка, капитан одного из судов Диогу Фернандиш Перейра, сбившись с курса, в 1503 году зимовал на Сокотре и через три месяца отправился догонять флотилию в Индию. Остров был удобен для остановки кораблей.
В 1505 году Мануэл I учредил титул вице-короля Индии и возложил управление восточными колониями на Франсишку ди Алмейду. Первостепенной задачей ди Алмейды был перехват у арабских мореходов монополии на поставку в Европу драгоценных пряностей, а также военная поддержка новообретённых союзников португальцев в Индийском океане. Большую роль в разработке и осуществлении этих целей сыграл архитектор Афонсу ди Албукерки.

## Оккупация Сокотры

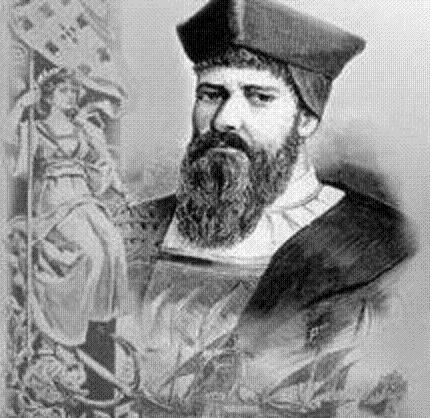
Жуан да Нова

Португальский король Мануэл I (1496—1521) приказал занять остров Сокотра, построить на нём каменную крепость и городок из дерева, которое европейцы предусмотрительно привезли с собой. Король также повелел послать на Сокотру монахов-францисканцев для основания монастыря и «проповедей среди местного населения, так как известно, что на этом острове побывал Святой Фома, направляясь в Индию, после чего на острове осталось много христиан».
5 апреля 1506 года португальский адмирал Тристан да Кунья во главе эскадры из 14 кораблей отчалил из гавани Лиссабона, взяв курс на Индию. На следующий день за ним последовало ещё 6 кораблей, ведомых его помощником Альфонсу д’Альбукерки. Не заходя по дороге ни в одну из земель, в январе 1507 года они наконец-то бросили якорь в порту Сук (Сокотра). Корабли отсалютовали острову артиллерией, так как считали, что его населяют христиане. Выстроенный арабами форт, махрийский форт, оказался для европейцев неприятным сюрпризом. Все попытки договориться с шейхом аль-Хадж Ибрахимом, сыном султана Киша, «храбрым и неустрашимым воином», потерпели неудачу. Вооружённые пиками, саблями, луками и камнями 130 арабских воинов заняли оборону.
Тогда адмирал Тристан да Кунья, положившись на Бога и на малочисленность гарнизона, решил атаковать форт. Высадка на берег предстояла быть трудной, так как море постоянно штормило, а берег не давал прикрытия. Алфонсу д’Альбукерки сам лично произвёл разведку. Подплывая на маленькой лодке к берегу, он заметил, что море почти успокоилось и можно начать высадку на берег. Однако, увидев лодки, из форта вышел арабский шейх с сотней воинов, направившись к частоколу, который они возвели ночью, дабы помешать высадке десанта. Португальцы решили начать сражение немедленно. Шейх заметил их манёвр, и отправил часть людей в крепость, а сам, с оставшимися, решил преградить путь врагу. Махрийский правитель Сокотры ат-Таваари аз-Зувейди в короткой схватке был убит. Арабские воины, увидев это, отступили за крепостные стены. Португальцы, используя пушку и огнестрельное оружие, нанесли врагу ощутимый урон. Арабы закрылись в форте, начав сбрасывать на атакующих камни, обстреливая португальцев из луков. Одним из камней даже ранили командира Алфонсу д’Альбукерки, но штурм продолжался. В ход пошли верёвочные лестницы. В упорной схватке на стенах и башнях форта многие из атакующих погибли. Однако силы были не равны.
Оставшиеся в живых 25 арабов, укрылись в главной башне, и долгое время отстреливались. Позже крепость всё же была захвачена, но сражение оказалось непредвиденно тяжёлым. 7 португальцев были убиты, 50 ранены. Арабы потеряли убитыми 80 человек, остальные отступили в горы. Согласно данным да Косита, «лишь один мавр попал в плен, он был отличным лоцманом, хорошо знавшим аравийский берег, и впоследствии он оказался весьма полезен на службе у Алфонсу д’Альбукерки».
Португальцы объяснили местному населению, что их прислал король, дабы защитить остров от произвола арабов. С местным населением был заключён мирный договор. Колонизаторы отремонтировали крепость, назвав её фортом Св. Михаила. Восстановив одну из церквей, церковь Богоматери Победы, и оставив в крепости гарнизон из 100 человек, они уплыли в Индию.
- Май 1507. Афонсу д’Альбукерки руководит карательной акцией против мятежных островитян, симпатизирующих махрийцам и досаждающих португальскому гарнизону. Местные жители обложены контрибуцией.
- В августе 1507 г. Афонсу де Албукерки высадился на острове Сокотра и основал там португальский форт, в силу удачного расположения способный парализовать всю арабскую морскую торговлю. После этого португальцы и Афонсу де Албукерки отправились на завоевания в сторону Ормузского пролива и Индии. Жуан да Нова принимал участие в португальском захвате Сокотры в августе 1507. К его удивлению, он был оставлен на Сокотре для патрулирования Красного моря отрядом из шести судов под командованием Афонсу де Альбукерки, а не продолжать путь с Тристаном да Кунья в Индию.
- В последующее время португальские корабли почти всегда вставали на рейд у берегов Сокотры, но гарнизон на острове быстро угасал. Разбитые махрийцы вовсе не собирались уходить с Сокотры навсегда, да и местное население предпочитало арабов.[1]
- 1510—1511 годы. Махрийцы, под предводительством Хамиса и Амра, сыновей Саада бен аз-Зувейди, атакуют португальцев на Сокотре.
- 1511 год. В Лиссабон поступали тревожные известия. В 1511 году португальский король принял решение гарнизон Сокотры эвакуировать, а также вывезти с острова всех местных христиан.[1] Португальцы покидают Сокотру, и власть над островом вновь переходит к султанам Махры.

## Последующие действия
В 1513—1515 годах была португальцы несколько раз пытались захватить Аден и достичь преимущества в Красном море, но безуспешно.
- 1513 год — Толку от военной базы на Сокотре было мало, а на взятие ближайшего города на аравийском берегу, Адена, португальцам не хватало людей. Пополнив ряды своей армии индийскими добровольцами, Албукерки всё-таки отплыл в сторону Адена, но при попытке взять его с боя в 1513 году потерпел неудачу. Даже в эпоху португальцев Аден был ещё в таком цветущем состоянии и так укреплён, что сам Албукерки со своим флотом в 1513 году должен был отказаться от его завоевания.